# ساماندهی مواد فله

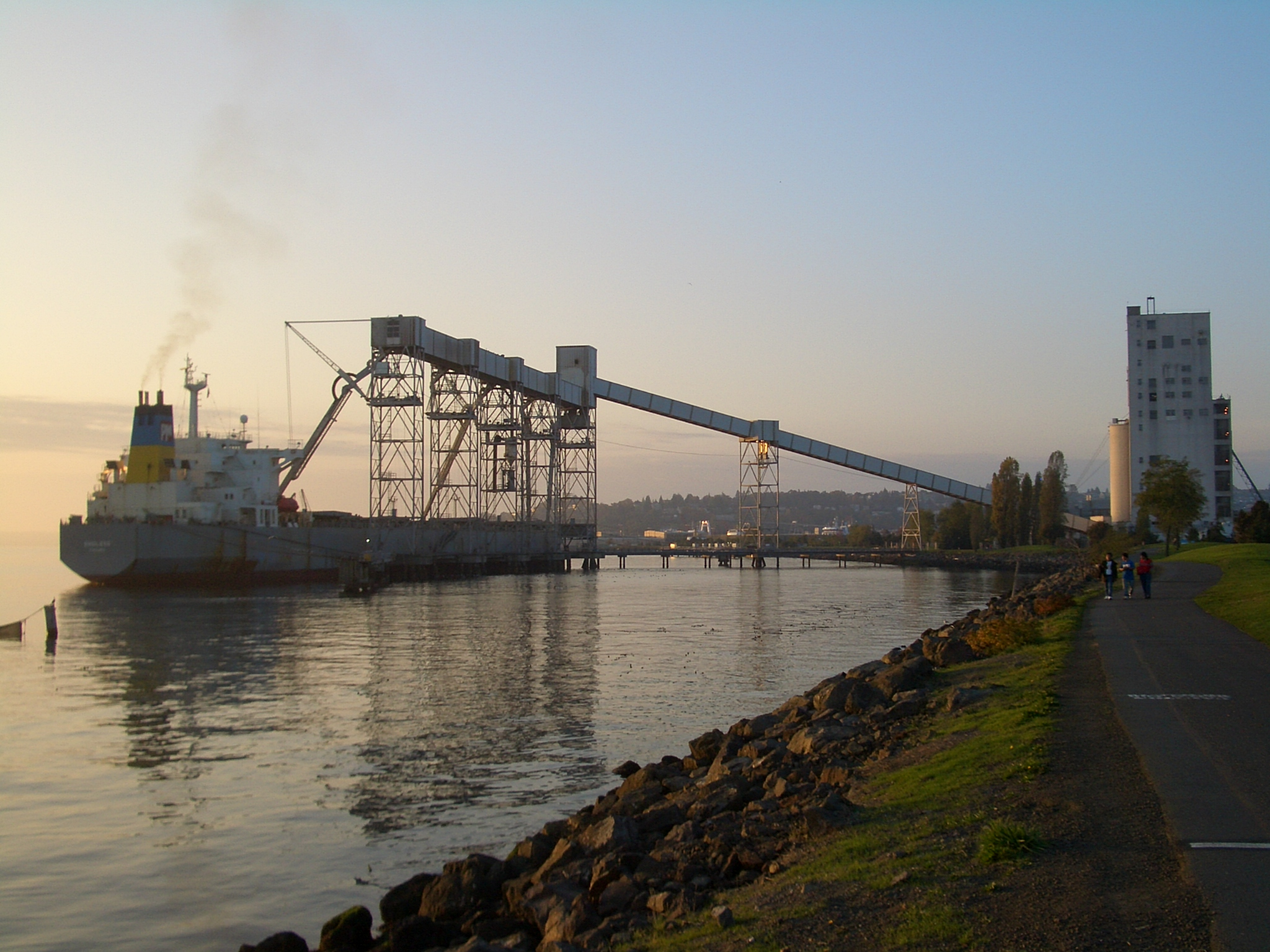
یک کشتی فله‌بر در حال بارگیری

ساماندهی مواد فله یک حوزه مهندسی است که در طراحی تجهیزات مورد استفاده برای ساماندهی مواد خشک مانند سنگ معدن، زغال سنگ، غلات، تراشه‌های چوب، شن و ماسه و سنگ در فرم فله شُل متمرکز است. همچنین می‌تواند به مدیریت پسماند مربوط باشد.
هدف از تأسیسات ساماندهی مواد فله ممکن است حمل مواد از مبدأ به مقصد یا با هدف پردازش موادی مانند سنگ معدن به صورت متمرکز کردن یا ذوب کردن یا ساماندهی مواد برای تولید محصولات ثانویه مانند الوار، تراشه‌های چوب و خاک اره در کارخانه‌های چوب و کارخانه‌های کاغذ سازی باشد.
فراهم کردن انبار و کنترل موجودی و احیاناً ترکیب مواد، معمولاً بخشی از یک سیستم ساماندهی مواد فله است.
در بندرهایی که مقادیر زیادی از مواد فله را ساماندهی می‌کنند، دستگاه‌های عظیم بارگیر پیوسته جایگزین جرثقیل دروازه‌ای می‌شوند.

## سایر ساماندهی‌های مواد (غیر فله)
دسته‌بندی ساماندهی مواد غیر فله عبارتند از پالِتیزه کردن و ظرفیت سازی.